# Кам'янка (Тернопільський район)
Ка́м'янка — село в Україні, у Микулинецькій селищній громаді Тернопільського району Тернопільської області. Адміністративно підпорядковане Дарахівській сільській раді (до 2020 року). До 1955 року село називалося Слобідка-Струсівська. Відстань до міста Теребовля становить близько 8 км і проходить автошляхом Т 0903.
Поштове відділення — Дарахівське. Розташоване на березі річки Брушиця. Населення — 186 осіб (2003).

## Історія
Перша писемна згадка — 1588.
Діяли «Просвіта», «Сокіл» та інші товариства.
26 вересня 1930 під час пацифікації відбулася розправа над селянами. Від 5 липня 1941 до 24 березня 1944 Кам'янка — під німецькою окупацією.
1 серпня 1934 року внаслідок адміністративної реформи село включено до новоствореної у Теребовлянському повіті об'єднаної сільської гміни Дарахів.
12 червня 2020 року, відповідно до розпорядження Кабінету Міністрів України № 724-р «Про визначення адміністративних центрів та затвердження територій територіальних громад Тернопільської області» увійшло до складу  Микулинецької селищної громади.
19 липня 2020 року, в результаті адміністративно-територіальної реформи та ліквідації Теребовлянського району, село увійшло до складу Тернопільського району.

## Населення

### Мова
Розподіл населення за рідною мовою за даними перепису 2001 року:

Стрілецький хор у Слобідці-Струсівській

| Мова       | Кількість | Відсоток |
| ---------- | --------- | -------- |
| українська | 182       | 97.85%   |
| російська  | 4         | 2.15%    |
| Усього     | 186       | 100%     |

## Політика

### Парламентські вибори, 2019
На позачергових парламентських виборах 2019 року у селі функціонувала окрема виборча дільниця № 610828, розташована у приміщенні клубу.
Результати
- зареєстровано 116 виборців, явка 62,93%, найбільше голосів віддано за «Слугу народу» — 31,51%, за Всеукраїнське об'єднання «Батьківщина» — 15,07%, за Всеукраїнське об'єднання «Свобода» — 13,70%.[6] В одномандатному окрузі найбільше голосів отримав Микола Люшняк (самовисування) — 40,28%, за Олега Вітвіцького (Голос) — 18,06%, за Ігоря Сопеля (Слуга народу) — 15,28%[7].

## Поширені прізвища
Берестянський, Болай, Борецький, Винницький, Галанджій, Голинка, Гумницький, Домбровський, Качурівський, Концур, Курочка, Кучер, Прусак, Трусь, Шепертицький.

## Релігія
- церква святих верховних апостолів Петра і Павла (2000).

## Пам'ятники
Встановлено кам'яний хрест на могилі вояків УПА подружжю Михайлу та Стефанії Прусак, насипана символічна могила Борцям за волю України.

## Соціальна сфера
Працює клуб.

## Відомі люди

### Народилися
- Володимир Берестянський (нар. 1920) — громадський і церковний діяч.[9];
- П. Борецький — український громадський діяч;
- М. Курочка — український громадський діяч;
- Володимир Мельничайко (1931—2020) — український мовознавець, доктор педагогічних наук, професор;
- І. Шепертицький — громадський діяч.

## Галерея

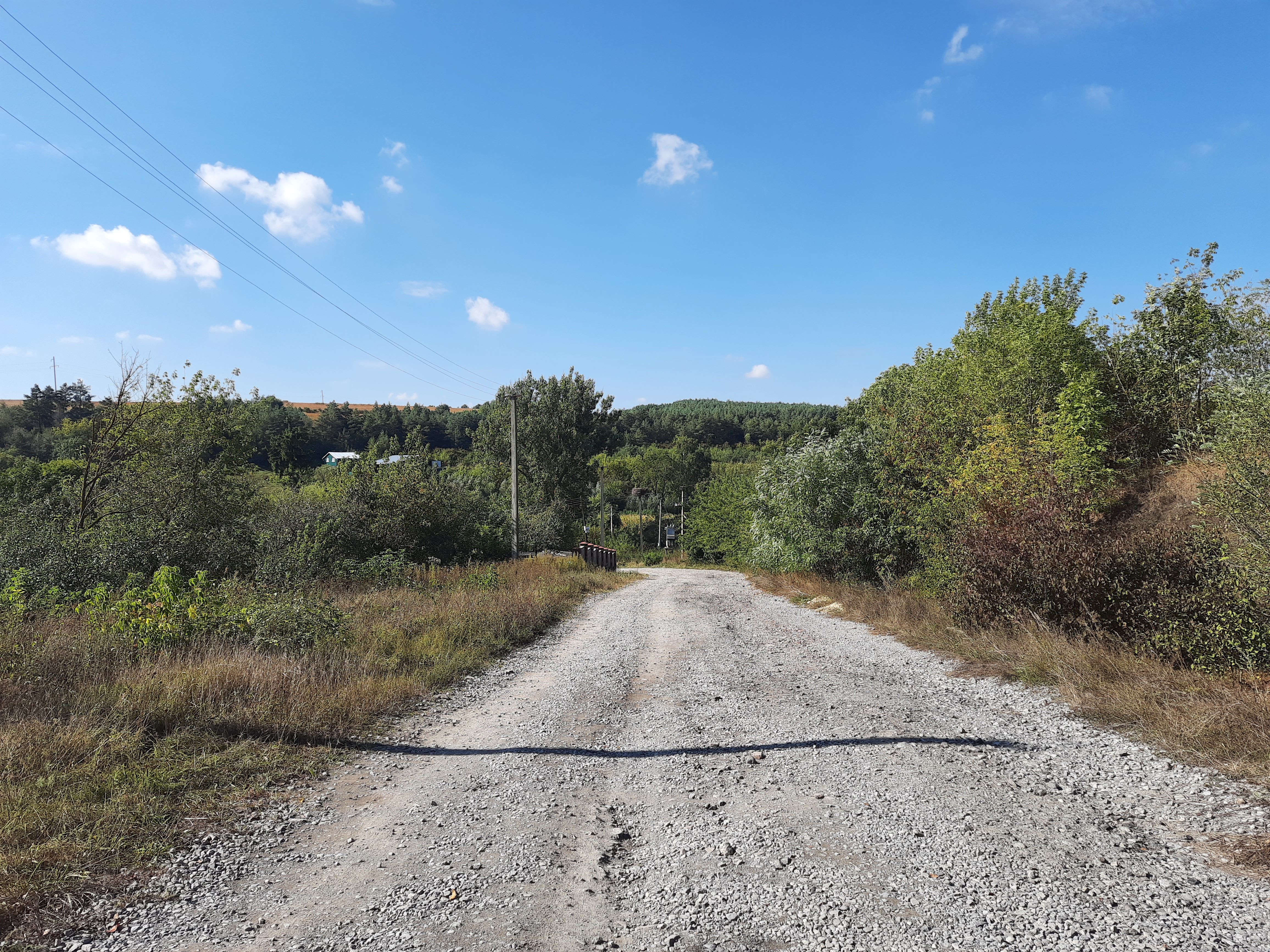
Дорога в село
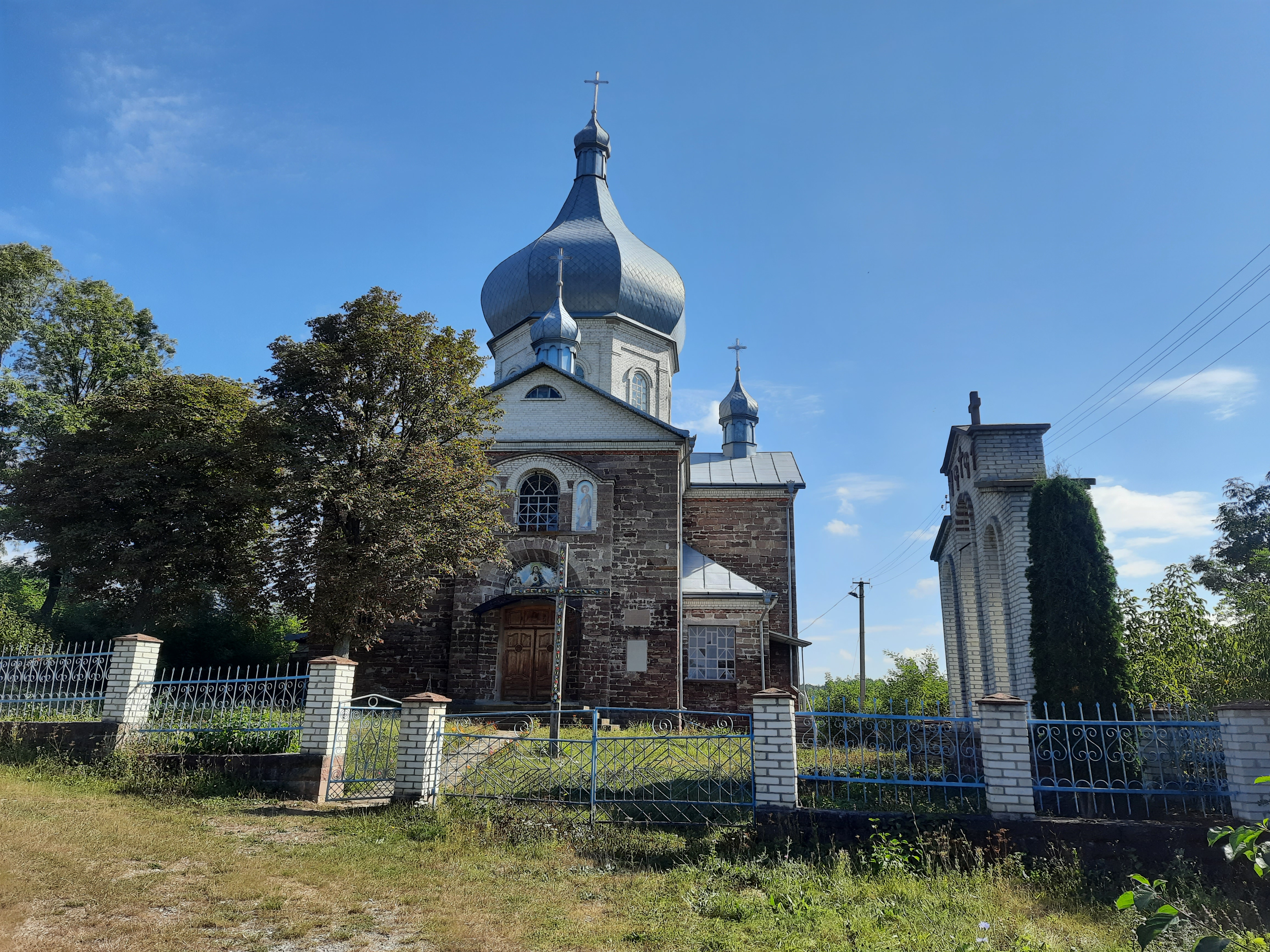
Церква Святих Верховних Апостолів Петра і Павла
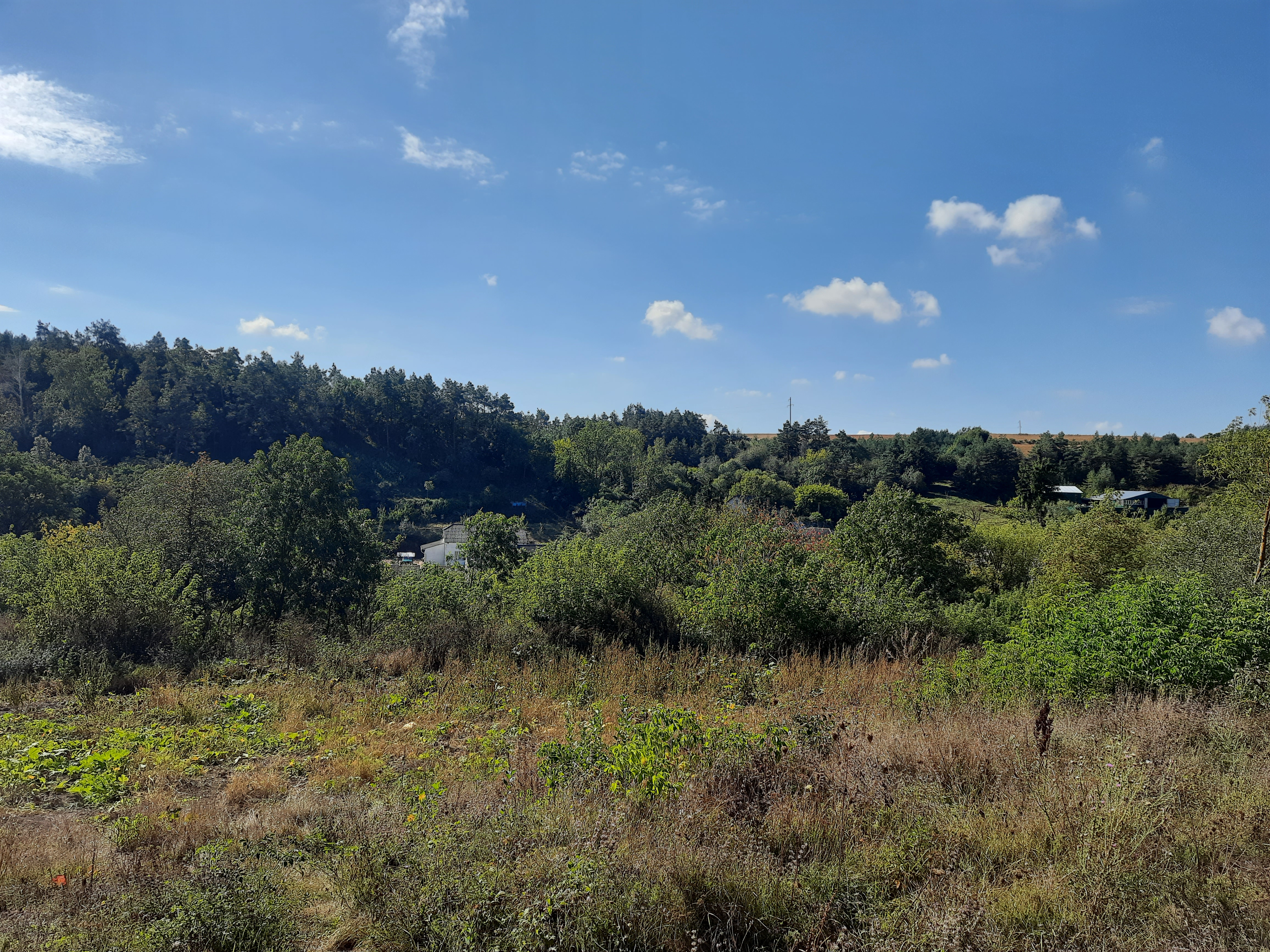
Сільський краєвид